# 達耳達諾斯
達耳達諾斯（Dardanus），在希臘神話中為天神宙斯和厄勒克特拉的兒子。在神話中，他是城市達耳達諾斯的建立者。
根據傳說，達耳達諾斯原本來自於阿卡迪亞，大洪水發生時達耳達諾斯與民眾遷往薩莫色雷斯島，最後定居在特羅亞德地區。在那裡，達耳達諾斯娶了國王丟克羅斯的女兒巴提亞並獲得一片土地，於是達耳達諾斯在伊達山山腳建立了一座城市並以自己命名。
達耳達諾斯和巴提亞有四個兒子：伊洛斯、伊達亞、札金索斯與埃里柯索尼俄斯。特洛伊城的名稱即來自於埃里柯索尼俄斯的兒子，特羅斯。